# Castiadas
Castiadas là một đô thị ở tỉnh Sud Sardegna, vùng Sardegna của Ý, có vị trí cách khoảng 35 km về phía đông của Cagliari. Đến thời điểm ngày 31 tháng 12 năm 2004, đô thị này có dân số 1.343 và diện tích là 102,3 km².
Castiadas giáp các đô thị: Maracalagonis, Muravera, San Vito, Sinnai, Villasimius.